# ميشان (مقاطعة ساسانية)
ميشان (بالفارسية الوسطى : 𐭬𐭩𐭱𐭠𐭭) كانت إحدى مقاطعات الإمبراطورية الساسانية. كانت تتألف من مملكة شاراسين التابعة للفرثيين، وامتدت شمالًا على طول نهر شط العرب، ثم نهر دجلة السفلي إلى مضر وربما أبعد من ذلك. وكان من بين سكانها البابليون والعرب والإيرانيون وحتى بعض الهنود والماليزيين (ربما كان الماليزيون بحارة محاربين جُلبوا من شبه القارة الهندية). كانت المقاطعة خصبة للغاية، وأفضل مكان لزراعة الشعير وفقًا لإسطرابون، وكانت تحتوي على العديد من أشجار النخيل. وكانت أيضًا مقاطعة تجارية مهمة على طول الخليج.

## السكان
مثل معظم المقاطعات الساسانية الغربية الأخرى مثل آشورستان، كانت ميشان مقاطعة تضم مجموعات عرقية مختلفة؛ حيث شكل الآشوريون والعرب الميسينيون والعرب الرحل السكان الساميين في المقاطعة إلى جانب التجار الأنباط والتدمريين الأغلبية. وبدأ الإيرانيون أيضًا في الاستقرار في المقاطعة، إلى جانب الزط، الذين رُحلوا من الهند. ربما رُحلت مجموعات مثل الملايو من الهند أيضًا إلى ميشان، إما كأسرى أو بحارة مجندين.[بحاجة لمصدر]